# Las tres perfectas casadas
Pour plus de détails, voir Fiche technique et Distribution.
Las tres perfectas casadas est un film mexicain réalisé par Roberto Gavaldón, sorti en 1953 et basé sur la pièce de théâtre du même nom signée Alejandro Casona.

## Synopsis
Trois maris fêtent ensemble leurs anniversaires de mariage respectifs. Ils découvrent que leur meilleur ami est mort. Celui-ci a laissé une lettre à ouvrir après son décès, disant qu'il était l'amant de leurs trois épouses. Lorsqu'il reparaît, rien n'est plus pareil.

## Fiche technique
- Titre : Las tres perfectas casadas
- Réalisation : Roberto Gavaldón
- Scénario : Roberto Gavaldón, Mauricio Magdaleno et José Revueltas  d'après la pièce de théâtre d'Alejandro Casona
- Photographie : Agustín Martíez Solares
- Montage : Juan José Marino
- Musique : Antonio Díaz Conde
- Producteur : Gregorio Walerstein
- Société de production : Cinematográfica Filmex
- Pays d'origine :  Mexique
- Genre : Film dramatique, Film d'amour
- Durée : 110 minutes (1 h 50)
- Dates de sortie : 
  - Mexique : 12 mars 1953

## Distribution
- Arturo de Córdova : Gustavo Ferran
- Laura Hidalgo : Ada
- José María Linares-Rivas : Javier
- René Cardona : Jorge
- José Elías Moreno : Máximo
- Consuelo Frank : Genoveva
- Alma Delia Fuentes : Clara
- Armando Sáenz : Luciano
- Arturo Soto Rangel : Francisco
- Miroslava : Leopoldina

## Récompenses et distinctions
Le film a été présenté en sélection officielle en compétition au Festival de Cannes 1953.